# Шишаки
Шишаки — селище над річкою Псел, знаходиться у Миргородському районі Полтавської області України. Центр Шишацької селищної громади. Населення становить 4652 осіб. До 2020 орган місцевого самоврядування — Шишацька селищна рада.

## Географія
Селище міського типу Шишаки знаходиться на лівому березі річки Псел, вище за течією на відстані 3 км розташоване село Великий Перевіз, нижче за течією на відстані 4 км — село Яреськи. Селом протікає струмок.
Поруч проходить автомобільна дорога Т 1720.

## Назва
Назва селища походить від куполоподібних пагорбів (шишаків), на яких воно частково розташоване. За іншою версією, назва селища походить від слова «шишак» — старовинного військового металевого шолома із вістрям, на кінці якого була невелика кулька (шишка).

## Історія

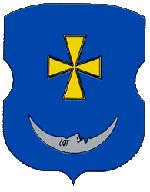
Історичний герб

Серед археологічних пам'яток, виявлених в Шишаках, є 5 могил-курганів. Знайдено крем'яні вироби доби неоліту, 2 поховання епохи бронзи. В урочищі Дернова Долина виявлено поселення ранніх слов'ян Черняхівської культури (II—VI ст. н. е.). Тут знайдено речі, якими користувались люди скіфського періоду та пізнішого періоду племен — сіверян.

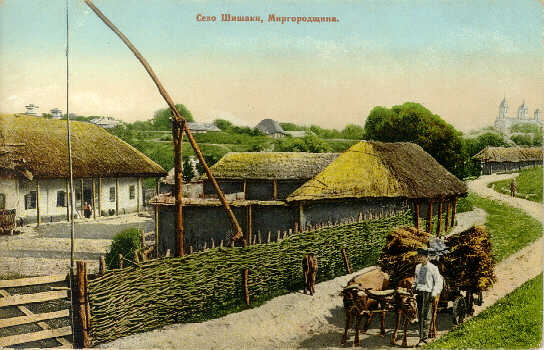
Шишаки. Поштова листівка, 1910 рік

Уперше згадується 12 серпня 1399 року в описі битви литовського князя Вітовта з татарським ханом Тимуром Котлуком.
У 1649 році Шишаки стали сотенним містечком у складі Миргородського полку. Деякий час Шишацька сотня територіально відносилась до Полтавського полку. Козаки Шишацької сотні брали участь у промосковському повстанні Пушкаря і Барабаша 1658 року.
Згідно універсалу Мазепи 1689 року, містечко перейшло у власність козацькому старшині Данилу Лісницькому. У 1723 році Шишаки належали полковнику Петру Кулябці.
Станом на 1885 рік у колишньому державному та власницькому містечку, центрі Шишацької волості Миргородського повіту Полтавської губернії, мешкало 3000 осіб, налічувалось 506 дворових господарств, існували 2 православні церкви, єврейський молитовний будинок, лікарня, 6 постоялих будинків, 6 лавок, 8 кузень, 27 вітряних млинів, 6 маслобойних заводів, відбувалось базари та 3 ярмарки.
За переписом 1897 року кількість мешканців зросла до 4284 осіб (2103 чоловічої статі та 2185 — жіночої), з яких 4141 — православної віри.
На початку 1917 року в Шишаках було встановлено владу Української Центральної Ради, а з січня 1918 року — радянську владу. З березня, майже рік, у містечку господарювали німецько-австрійські війська, потім денікінські, Нестора Махна. У грудні 1919 року радянська влада на території містечка була остаточно встановлена Червоною армією.
1923 року побудовано першу в Україні радіостанцію.З 1929 року діяв ТСОЗ «Нове життя».
Із жертв голодомору 1932—1933 років відомі прізвища лише 130 осіб. Репресій радянської влади зазнавало населення села протягом десятиліть.
Селище у часи німецько-радянської війни було окуповане військами вермахту від 22 вересня 1941 до 22 вересня 1943 року. Від 1 жовтня 1942 і до кінця німецької окупації — у складі Миргородського ґебіту. У Шишаках діяв підпільний партизанський загін. 
У кровопролитних боях на фронтах війни з загарбником брали участь близько 7 тисяч жителів Шишацького району, з яких загинули 3849 чоловік . Близько 4 тисяч чоловік були відзначені високими урядовими нагородами, у тому числі звання Героя Радянського Союзу отримав Борідько Федір Петрович.
З 1967 року в селищі діє краєзнавчий музей, який налічує понад 2000 експонатів.

## Репресовані радянською владою односельці
1. Дятлов Іван Мусійович - 1893 року народження, місце народження: Полтавська обл. смт Шишаки, національність: росіянин, соціальне походження: із селян, освіта: освіта початкова, останнє місце проживання: Полтавська обл. смт Шишаки, останнє місце роботи: Приймальник пункту утильсировини, Заарештований 13 лютого 1930 р., Засуджений Особливою нарадою при Колегії ДПУ УСРР 4 березня 1930 р. за ст. ст. 54-10 ч. 1, 54-13, 54-7 КК УСРР до 3 років заслання.
2. Дьяконенко Леонід Павлович - 1895 року народження, місце народження: Полтавська обл. смт Шишаки, національність: українець, соціальне походження: із селян, освіта: освіта початкова, останнє місце проживання: Полтавська обл. смт Шишаки, останнє місце роботи: Кустар, Заарештований 28 квітня 1930 р., Засуджений Судовою трійкою при Колегії ДПУ УСРР 12 липня 1930 р. за ст. ст. ст. 54-2, 54-10, 54-11, 54-12 КК УСРР до 5 років позбавлення волі.
3. Жмур Никифор Панасович - 1895 року народження, місце народження: Полтавська обл. смт Шишаки, національність: українець, соціальне походження: із селян, освіта: освіта початкова, останнє місце проживання: Селянин-одноосібник, Заарештований 28 квітня 1930 р., Засуджений Судовою трійкою при Колегії ДПУ УСРР 12 липня 1930 р. за ст. ст. 54-2, 54-10, 54-12 КК УСРР до 8 років позбавлення волі.
4. Замоздра Юхим Васильович - 1897 року народження, місце народження: Полтавська обл. смт Шишаки, національність: українець, соціальне походження: із селян, освіта: освіта початкова, останнє місце проживання: Селянин-одноосібник, Заарештований 25 березня 1929 р., Засуджений Особливою нарадою при Колегії ОДПУ 26 серпня 1929 р. за ст. ст. 54-2, 54-10 ч. 1, 54-11 КК УСРР до 10 років ув'язнення у концтаборі.

## Населення
Нижче приведено діаграму зміни чисельності населення Шишак.:

### Дані ревізій
1859 року у Шишаках, Миргородського повіту — 638 дворів, 4850 жителів; Преображенська церква (1792, 1893 року перебудована), при якій діяли повітове училище, 2 винокурних заводи.
1900 року — 4474 жителів, дерев'яна Христо-Різдвяна церква (1891 року), при ній 2 земські та церковнопарафіяльна школи.

## Економіка
- Закрите акціонерне товариство «Гадячсир»;
- хлібокомбінат;
- завод мінеральних вод;
- Шишацький цегельний завод;
- Шишацька ГЕС.

## Освіта та культура

### Освіта

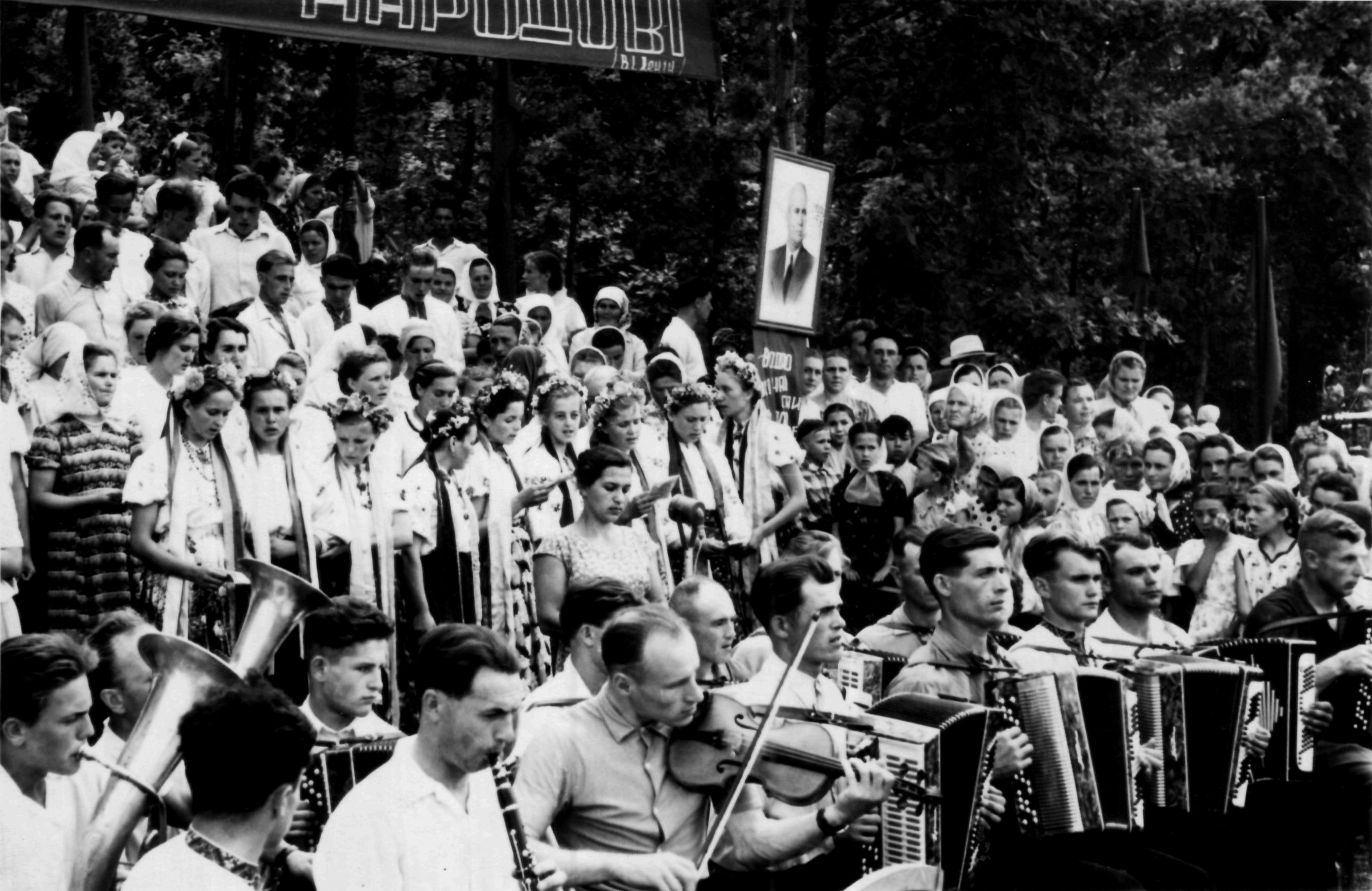
Свято пісні у Гоголівському районі Полтавської області. 1962, урочище Случевське поблизу села Шишаки.

1 травня 1963 року. Духовий оркестр під керівництвом А. П. Голубєва.

У селищі діє один дошкільний, два навчальних та один позашкільний навчальний заклади:
- Шишацький ДНЗ «Ясочка».
- Шишацька спеціалізована школа еколого-українознавчого профілю ім. В. І. Вернадського[11].
- Шишацька обласна гімназія-інтернат для обдарованих дітей[12].
- Шишацька музична школа.

### Релігія

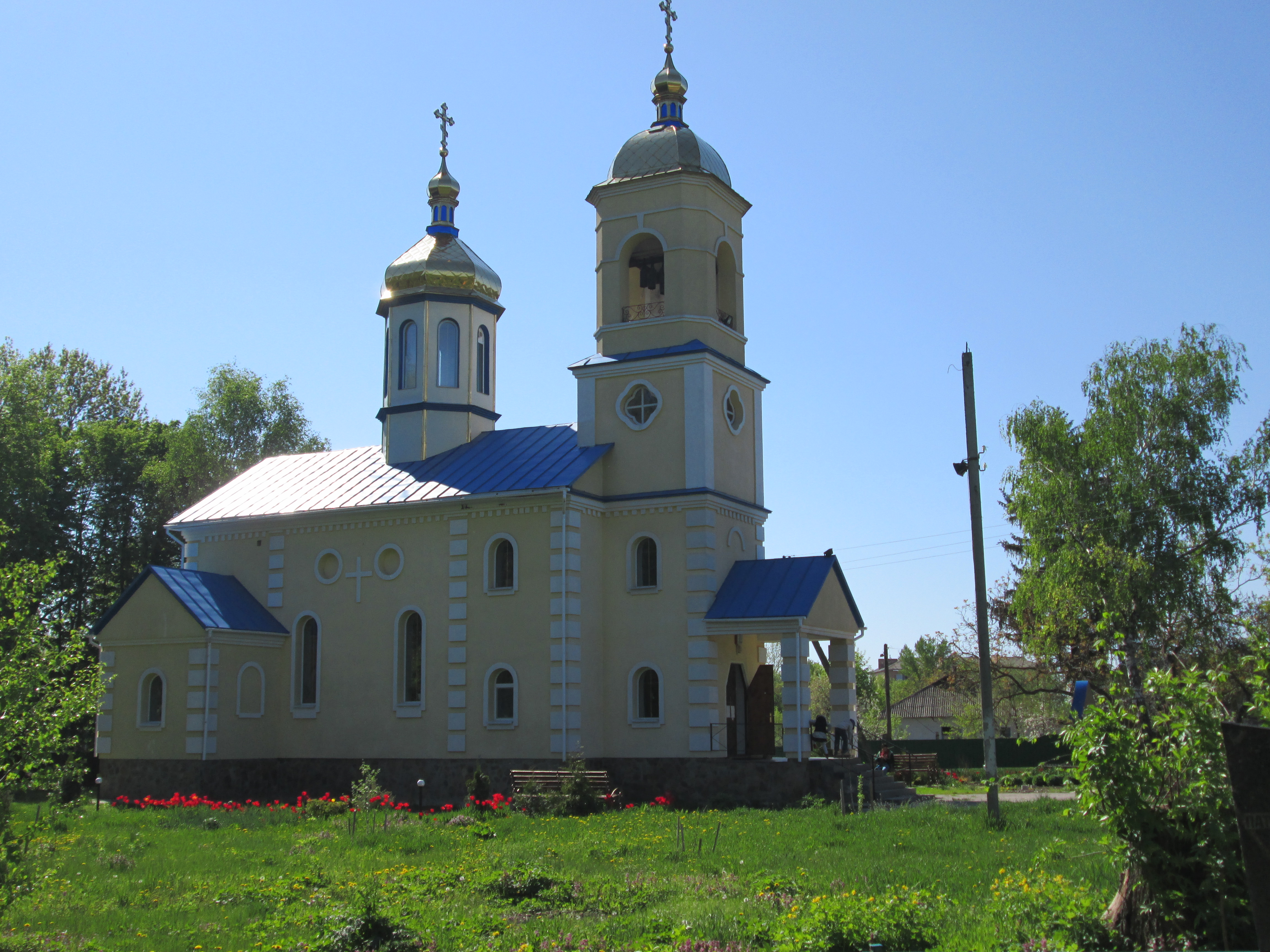
Храм Різдва Пресвятої Богородиці (02)

Перша відома дерев'яна, на честь Різдва Христового церква у мку Шишаки Миргородського полку (тепер смт, райцентр) збудована 1761. У 1891поставлена на мурований цоколь, тоді ж до неї прибудована дерев'яна дзвіниця.
У 1902 володіла 33 дес. землі ружної, 0,75 дес. садибної. Мала будинок для квартири священика. У парафії діяли 2 земських училища (чоловіче та жіноче), братство св. Пантелеймона, церковнопарафіяльне попечительство. Містилася каплиця, збудована 1883 у пам'ять імператора Олександра ІІ.
До парафії входили с. Товсте, хут. Бузова Балка. 1902 парафіян — 2335 душ чоловічої, 2327 душ жіночої статі; 1912 парафіян привілейованих станів — 80, міщан — 86, козаків — 2855, селян — 1807.
Із священиків відомі: Олександр Митрофанович Луневич (1902, у сані з 1893, нагороджений набедреником 1899), Гнат Полікарпович Жуковський (1902, 1912, у сані з 1866, нагороджений орденом св. Анни 3 ст. 1901), Михайло Гаврилович Горунович (1912); із псаломщиків: диякон Іоанн Васильович Фесенко-Навроцький (1902, у сані з 1894), Петро Данилович Рогозянський (1902, на посаді з 1860, стихар 1872), Петро Петрович Сергієвський (1912), Кирияк Васильович Богаєвський (1912); із церковних старост: Данило Петрович Біленький (1902), козак Федот Якович Лень (1912).

## Інфраструктура
Головним оператором з надання населенню поштових послуг є філія національного оператора УДППЗ «Укрпошта». Крім нього, в районі лікарні розташоване відділення ТОВ «Нова пошта».
У Шишаках 5-значні телефонні номери. Код селища 05352. Єдиний оператор фіксованого зв'язку — ПАТ «Укртелеком». Послуги стільникового зв'язку надають 3 оператора: Київстар, Vodafone UA (колишній МТС, ще раніше - UMC), та lifecell (колишній life:)).
Банківська система представлена 4 філіями та відділеннями: ВАТ «Держощадбанк України», СФ «Приватбанк», АБ «Полтава-банк», Райффайзен Банк Аваль
У селищі налічується 75 вулиць.

## Архітектура
У Шишаках встановлені такі пам'ятники:
- М. В. Гоголю (1956)
- Жертвам фашизму (1973);
- Меморіальний комплекс: надгробок на братській могилі радянських воїнів, загиблих 1943 року при визволенні села (1973);
- воїнам-односельчанам, загиблим у роки німецько-радянської війни (1973).
- В.I. Вернадському (1993)
- Жертвам Чорнобильської катастрофи
- Кирилу Осьмаку (2007).
- Слави Козакам Шишацької сотні

- Пам'ятник Патріотам Батьківщини
- Пам'ятник Ліквідаторам аварії на Чорнобильській АЕС

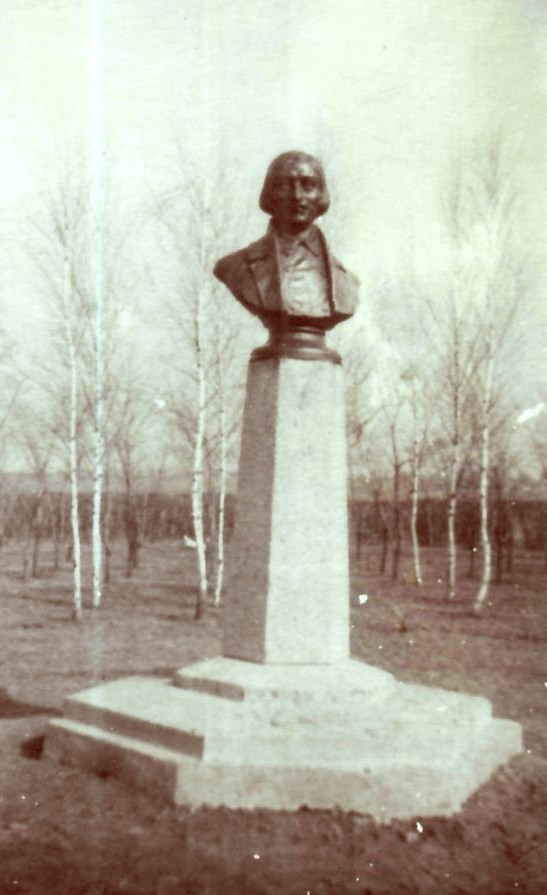
Пам'ятник М. Гоголю, 1963 рік
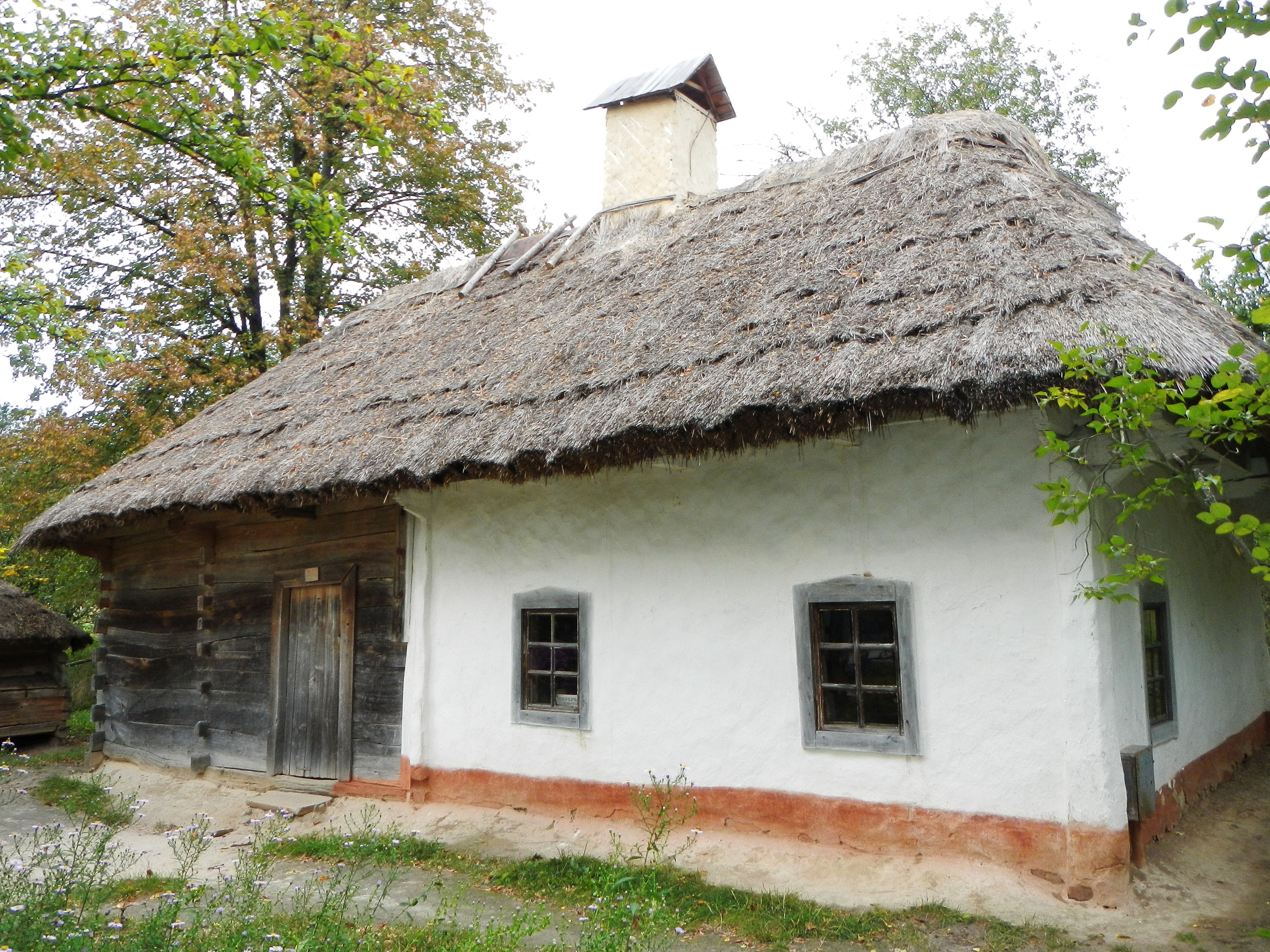
Хата кінця XIX ст. із с. Шишаки. НМНАПУ, Пирогове, Київ
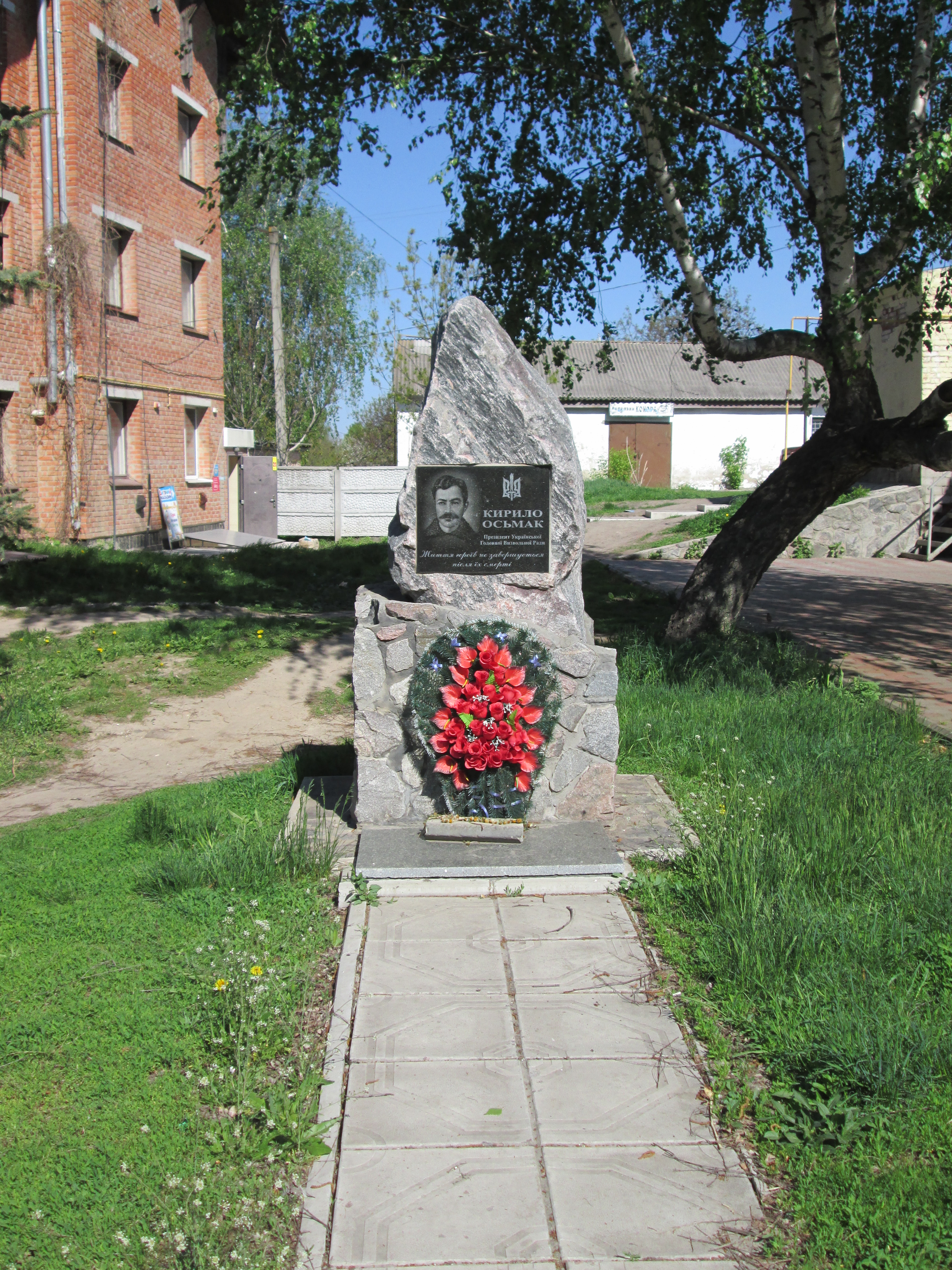
Пам’ятний знак К. І. Осьмаку
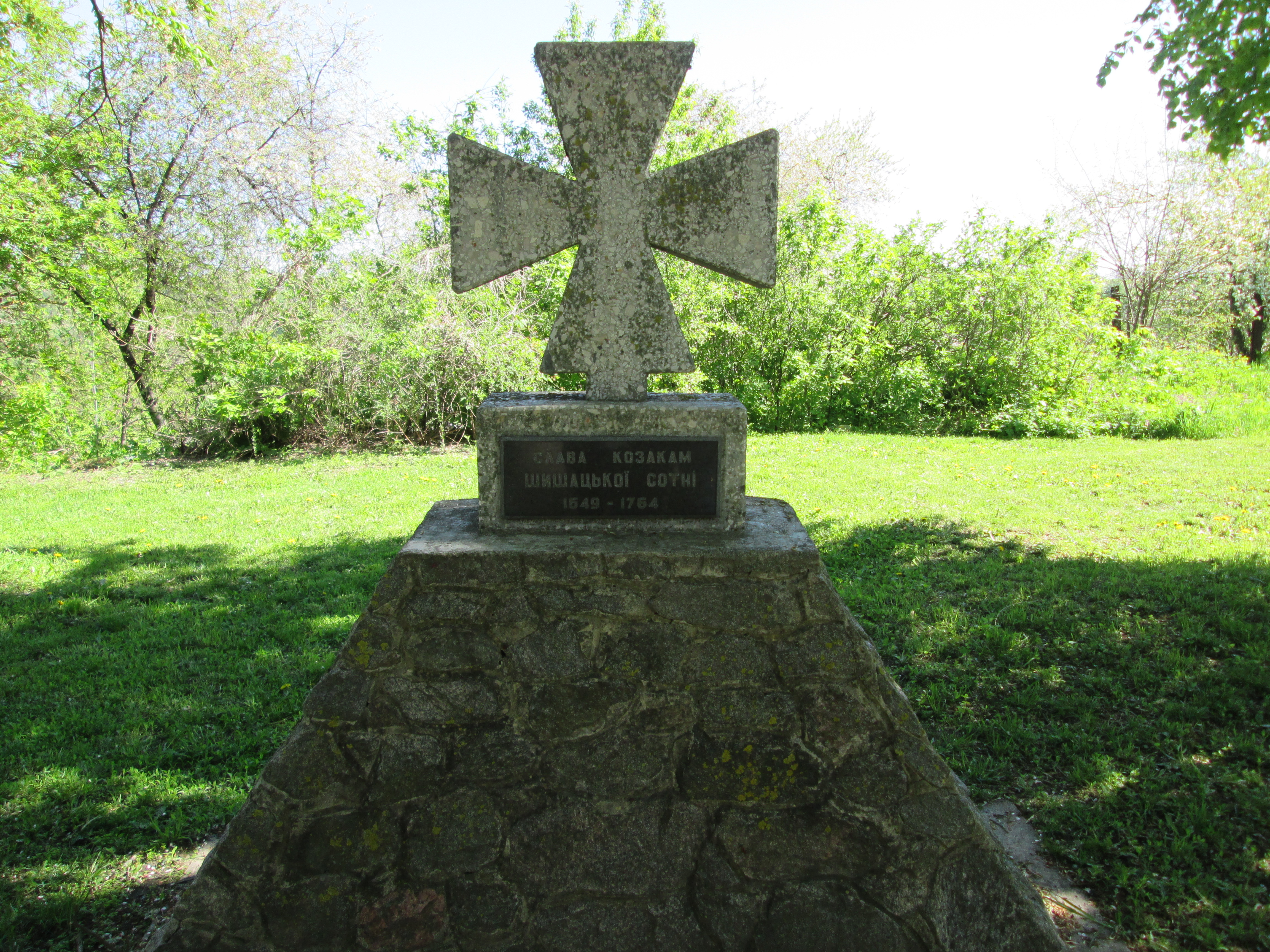
Українським козакам
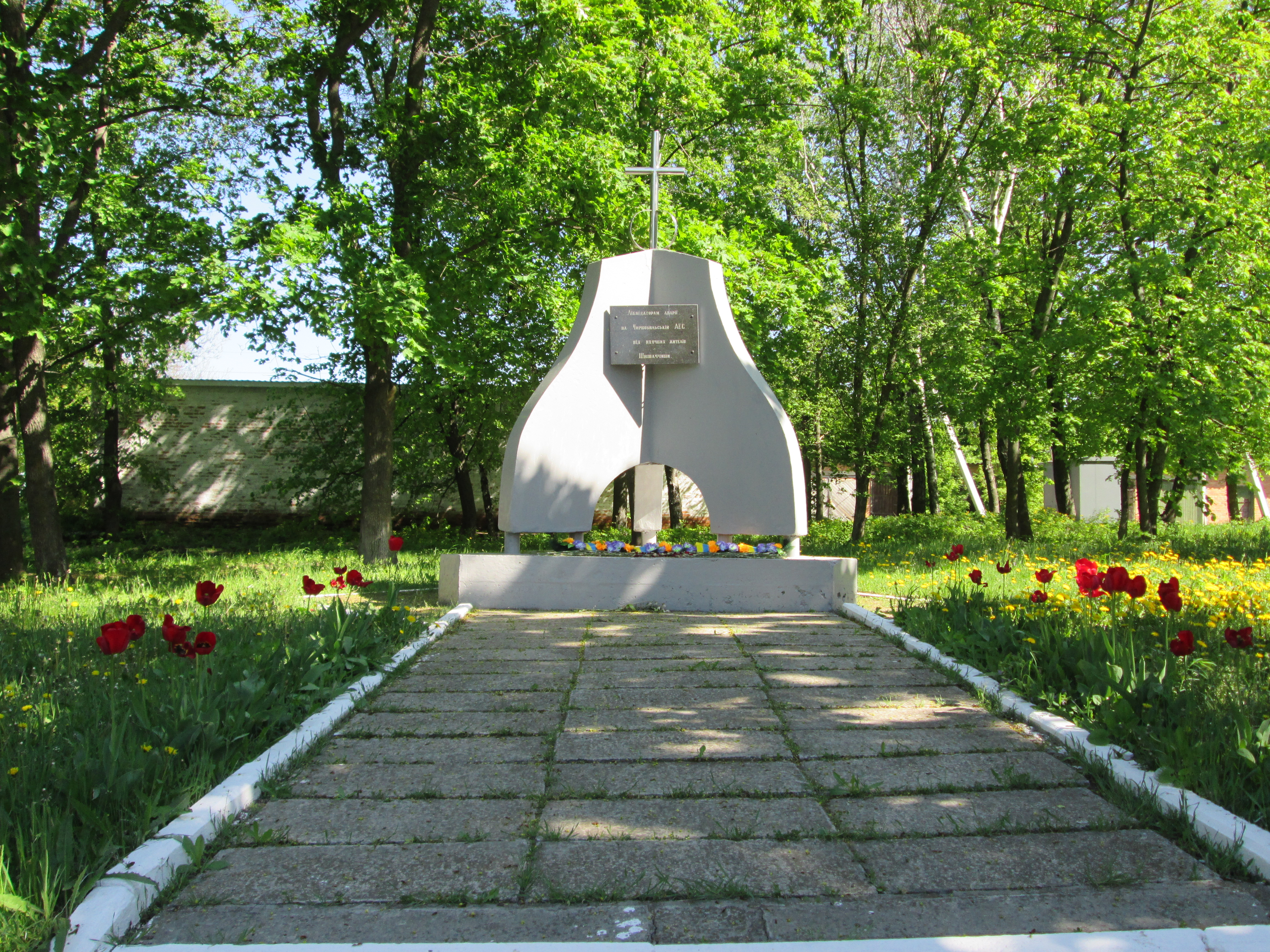
Учасникам ліквідації аварії на ЧАЕС

Хата із с. Шишаки перенесена до експозиції Національного музею народної архітектури та побуту України.

## Персоналії
- Кирило Осьмак (* 9 травня 1890, Шишаки — †16 травня 1960) — діяч Української Центральної Ради, діяч ОУН, Президент УГВР.
- Шаруда Олександр — козак Вільного козацтва, Богданівського куреня, 3-го Запорозького окремого кінного дивізіону ім. Петра Болбочана, Армії УНР.
- Борідько Федір Петрович (30 травня 1913, с. Яреськи - 19 березня 1945) — гвардії майор, командир танкового батальйону 44-ї гвардійської танкової бригади, Герой Радянського Союзу[14].
- Тутка Купріян Йосипович (1909—1942) — комісар радянського партизанського загону, що діяв у Шишацькому районі, одна з вулиць у Шишаках носить ім'я Купріяна Тутки.
- Іващенко Семен Никифорович (3 лютого 1894 - 25 серпня 1974, Клівленд, США) - сотник 3-ї Залізної стрілецької дивізії армії УНР. В еміграції став священником, правив в  храмі Святої Трійці УПЦ м Клівленд.

## Галерея

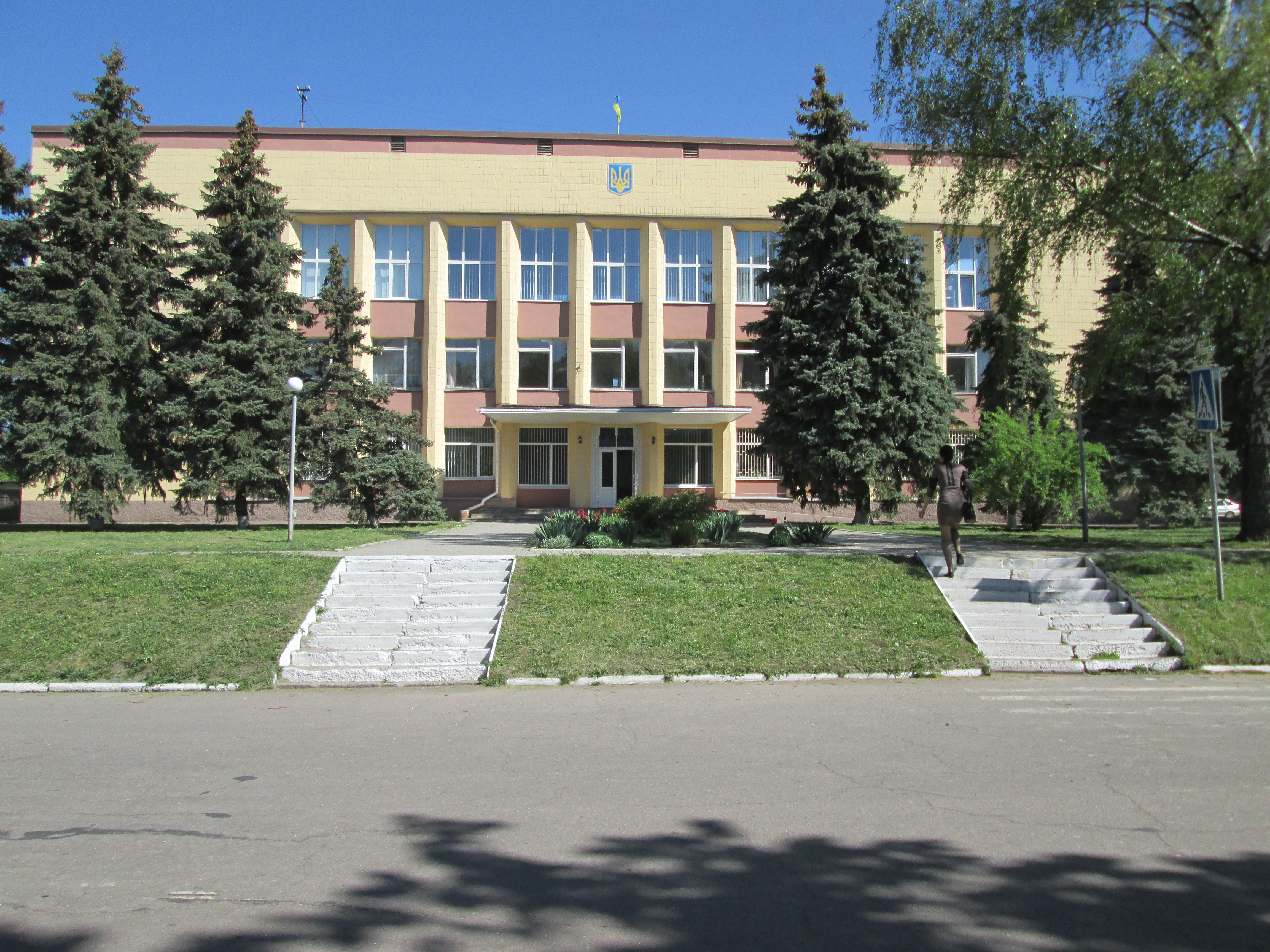
Шишацька районна ради
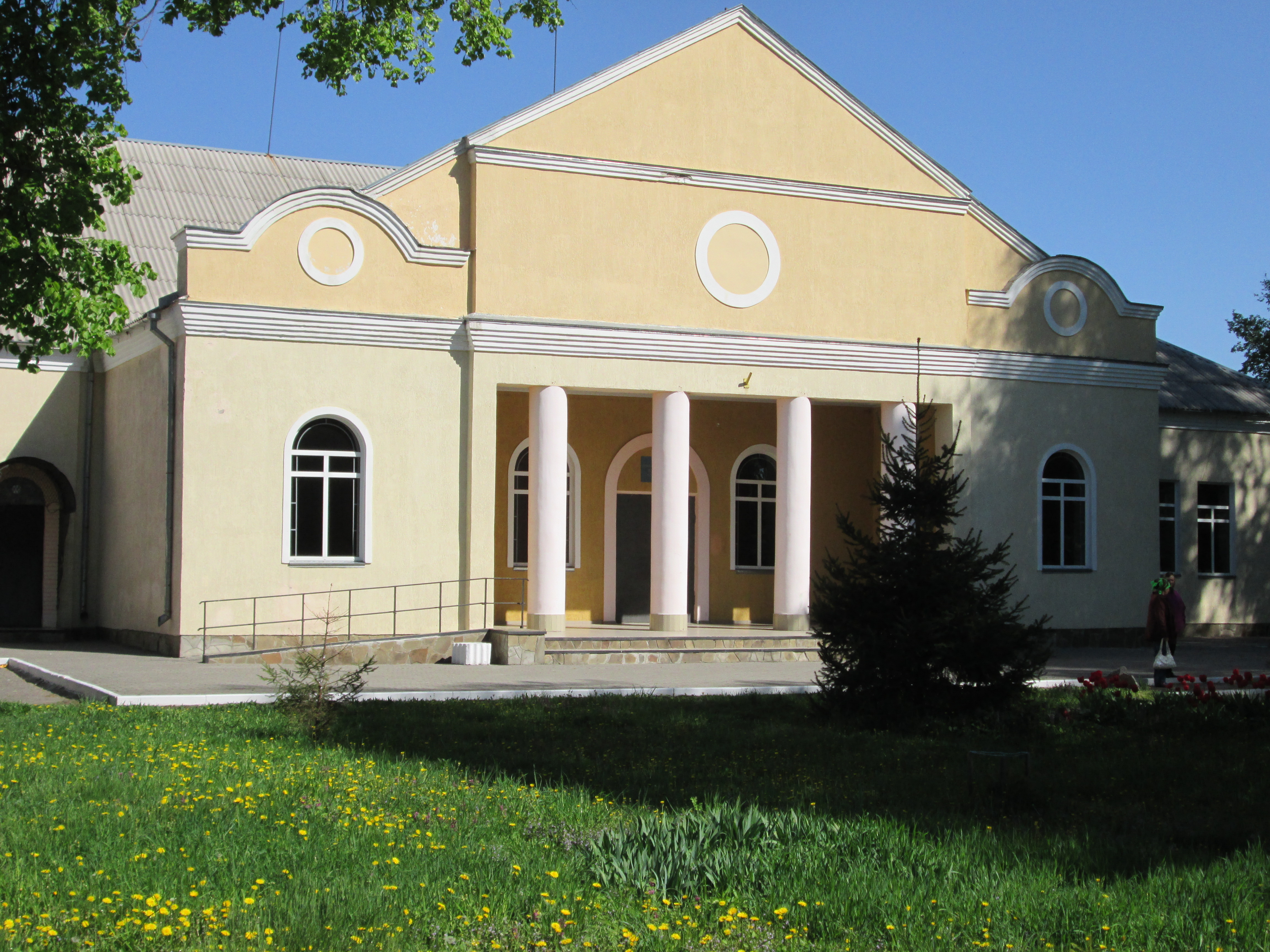
Шишацький районний будинок культури
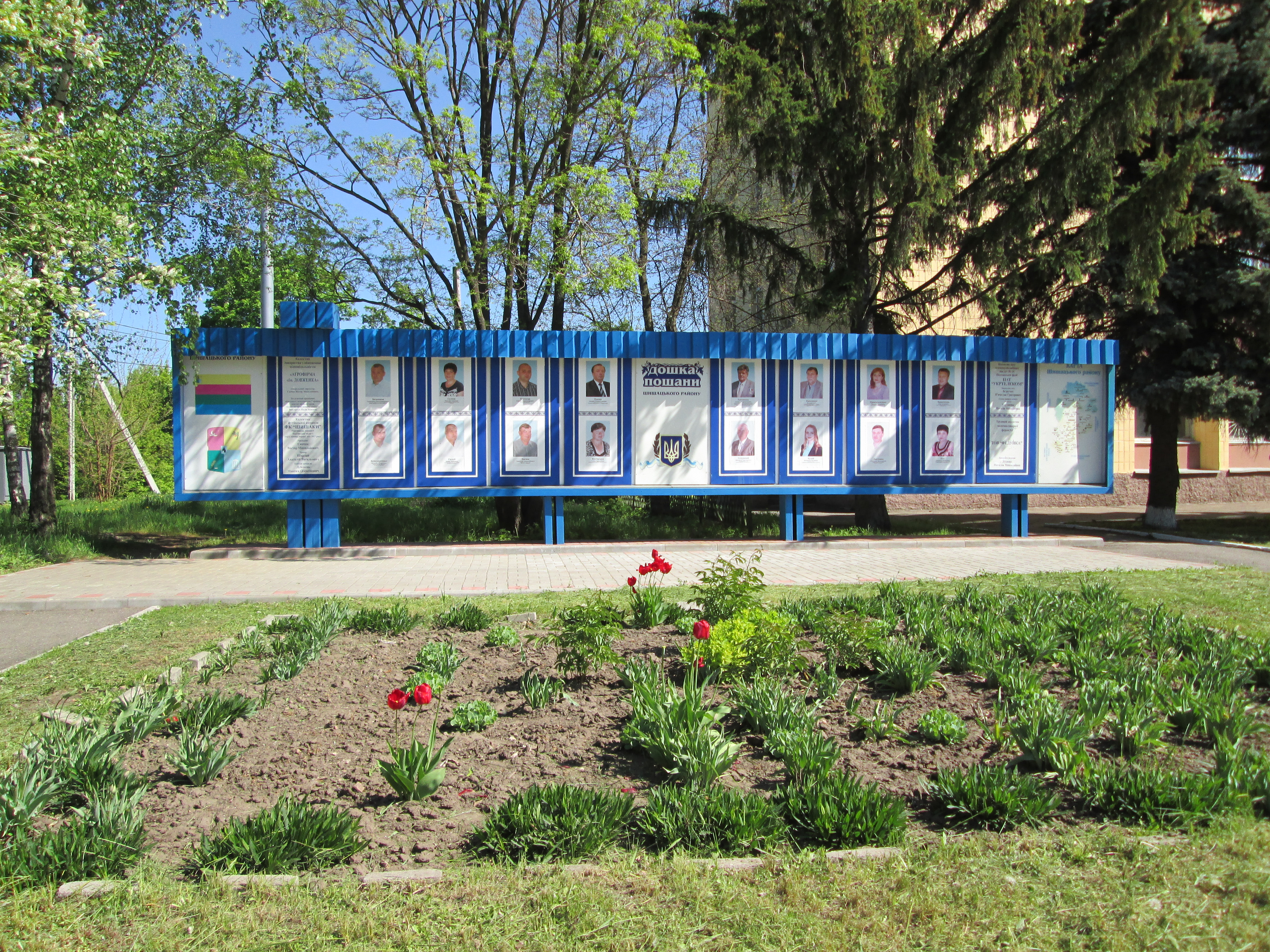
Дошка Пошани Шишацького району
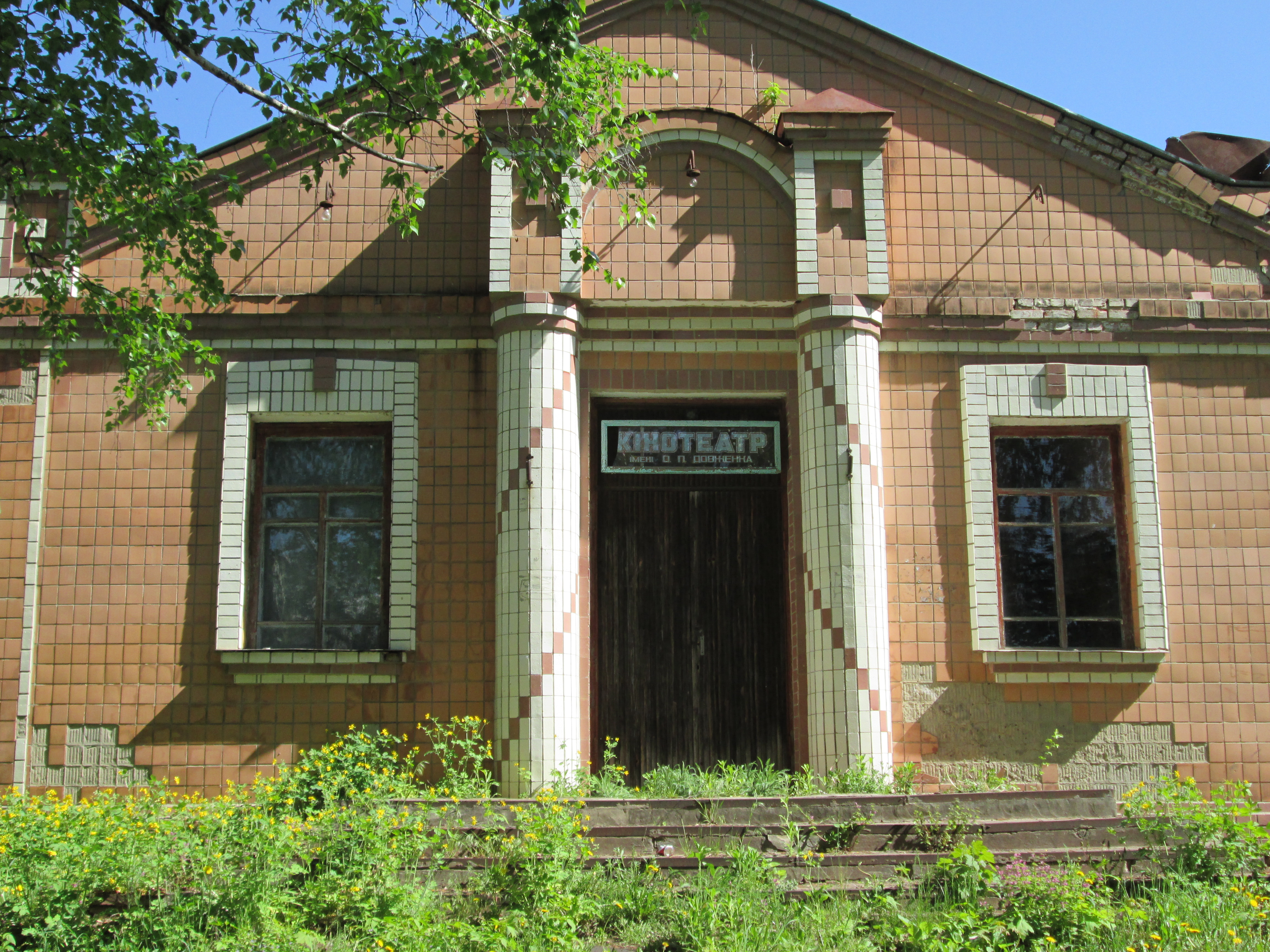
Кінотеатр імені Довженка
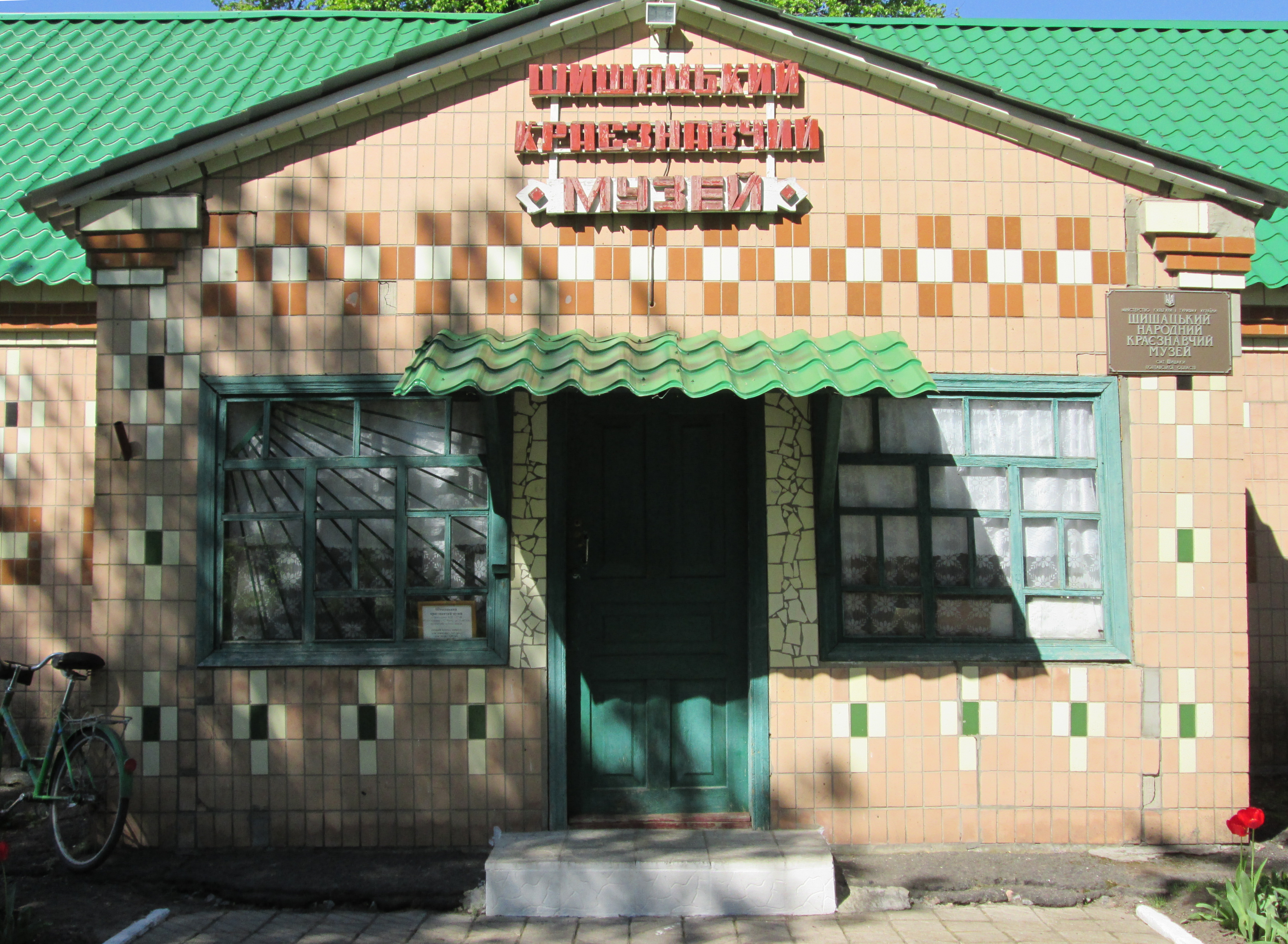
Шишацький краєзнавчий музей
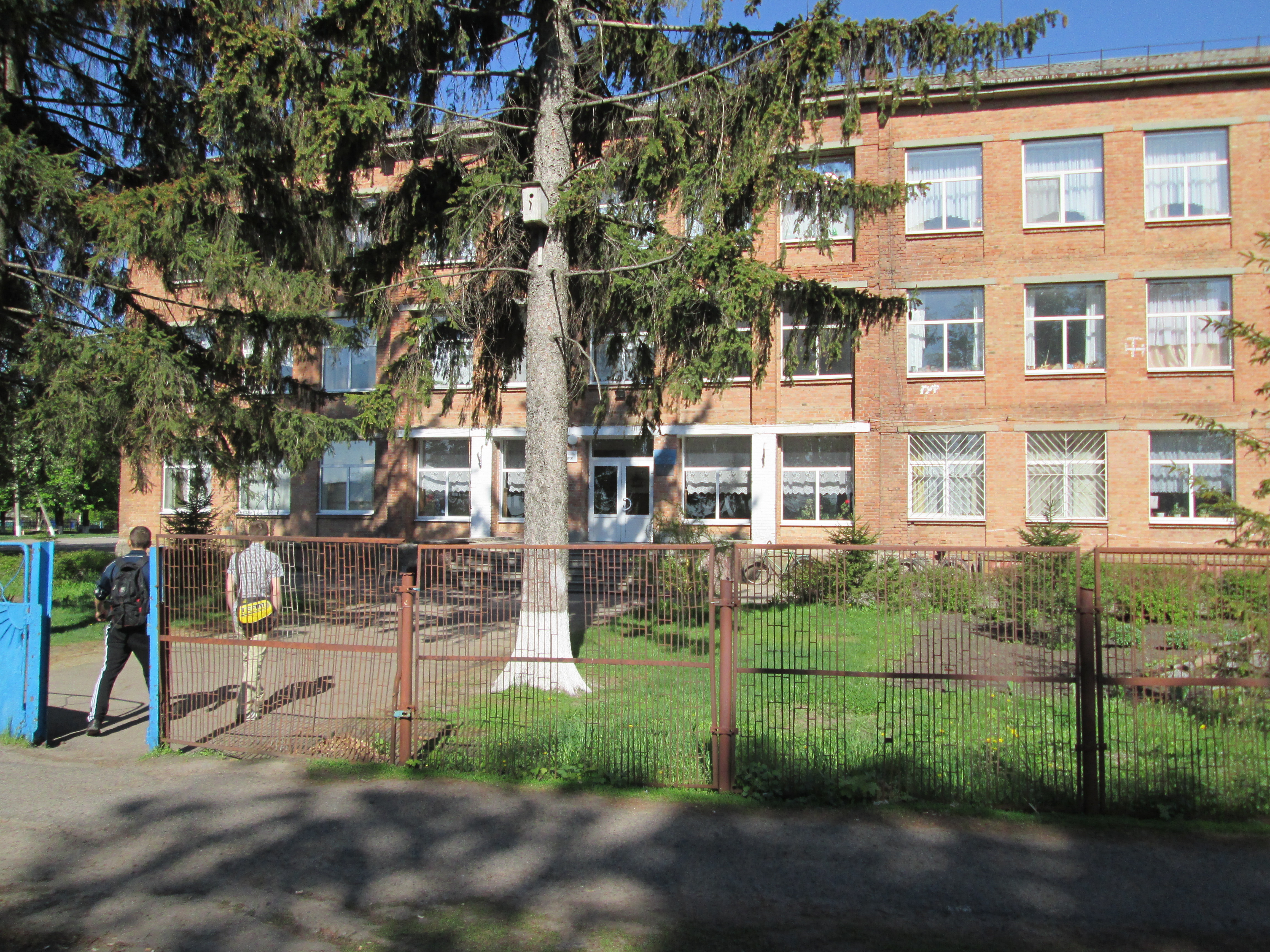
Шишацька спеціалізована школа імені В. І Вернадського
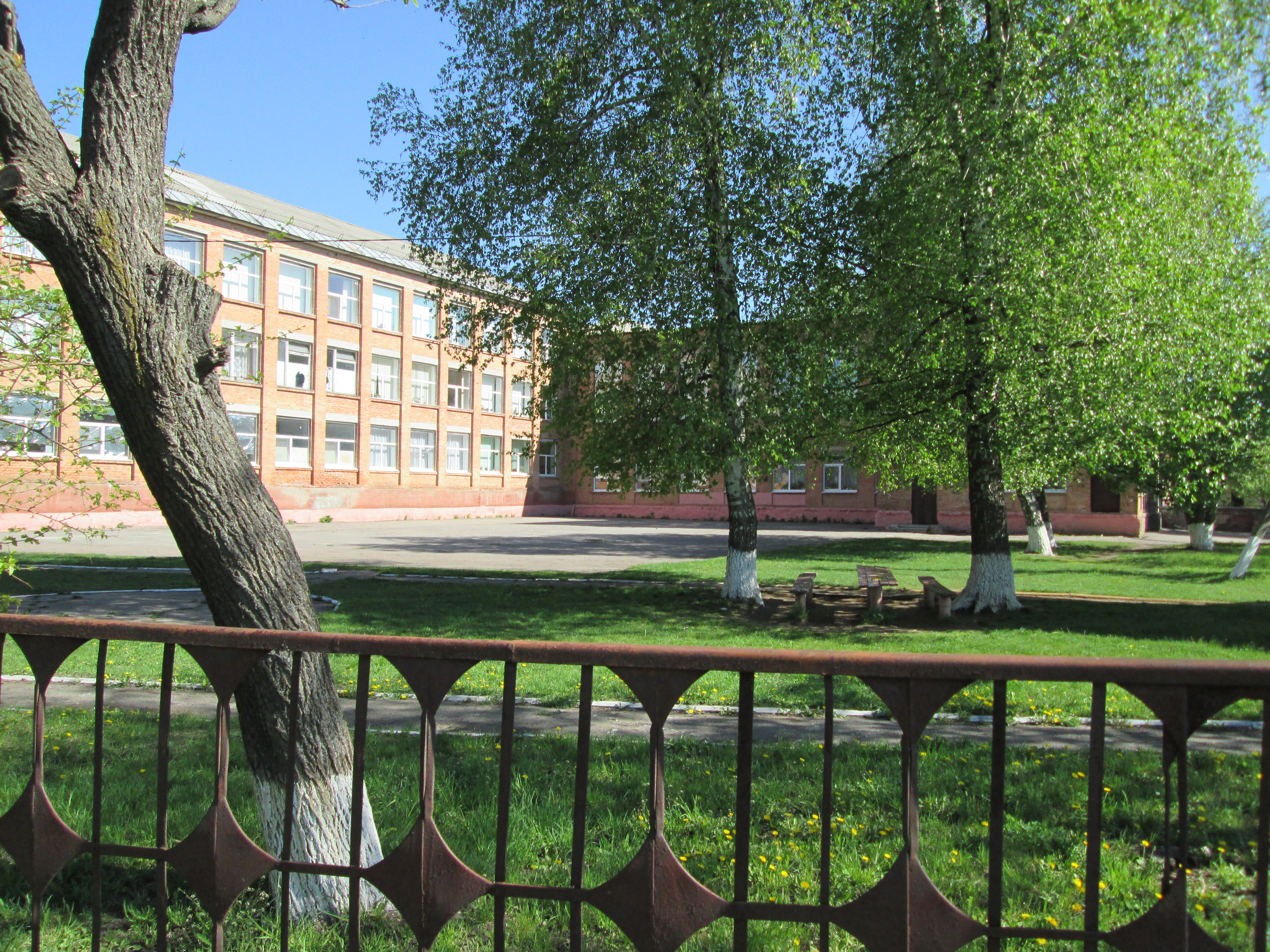
Шишацька спеціалізована школа імені В. І Вернадського
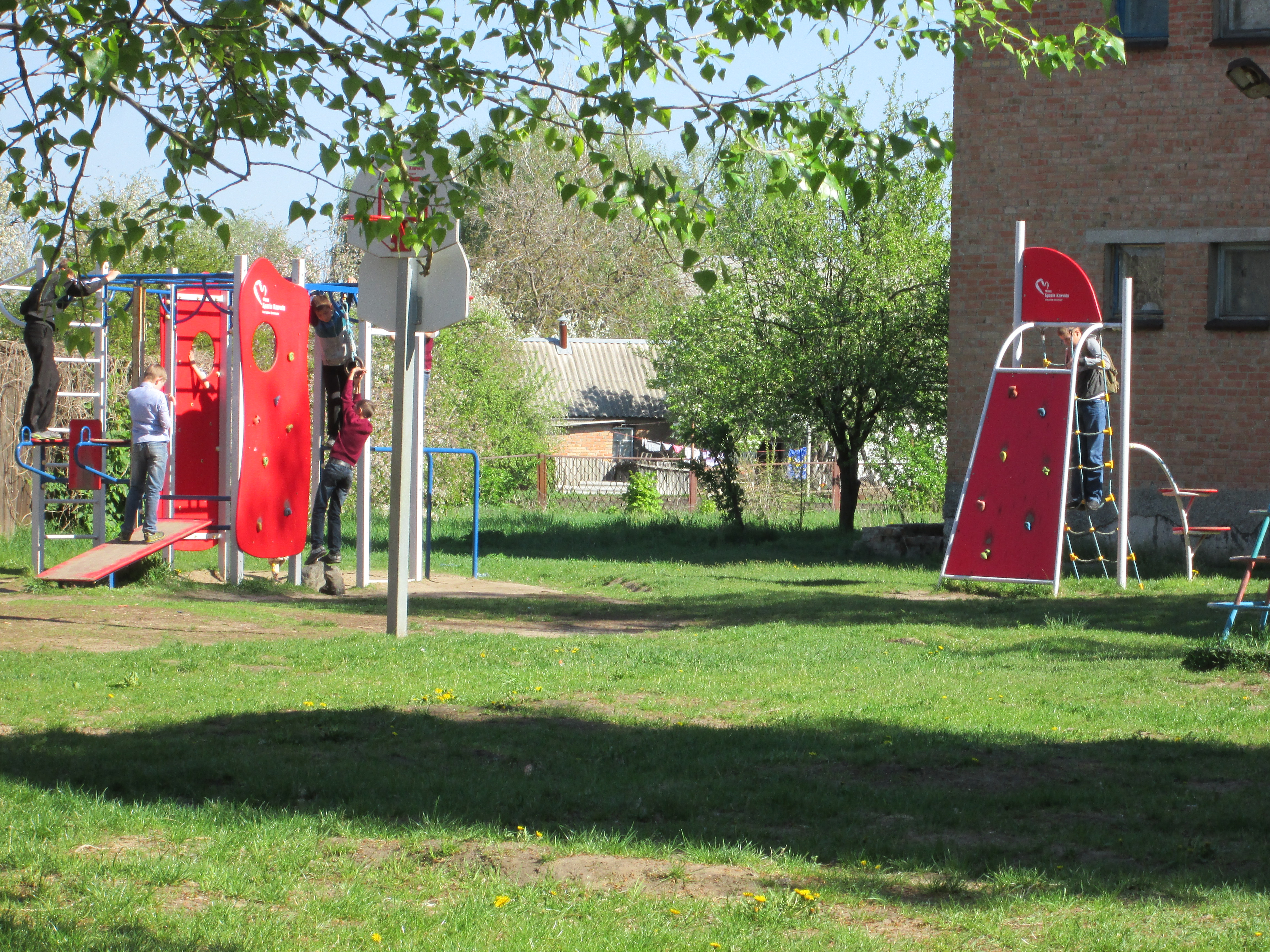
Шишацька спеціалізована школа імені В. І Вернадського